# Peon
För versfoten se fallande peon och stigande peon.
Med peon avsågs en dåligt avlönad dagsverksarbetare i det spansktalande Amerika, i synnerhet inom jordbruket och boskapsskötseln. Peonerna var ofta knutna till storgodsen genom skuldsättning. Även om de formellt var fria hade de i praktiken svårt att flytta från godset.

## Etymologi
Ordet kommer från spanskans peón, fotgängare eller daglönare och medeltidslatinets pedo, fotsoldat.

## Peonagesystemet
Systemet med peoner förekom i det spansktalande Amerika från tidig kolonialtid, 1600-talet, till början av 1900-talet. Variationerna var stora i omfattning och utformning mellan olika länder och olika tider, från livegenskap och hoveri till närmast full frihet för peonen. Det förekom särskilt i samhällen med stora klasskillnader. Slaveriet avskaffades på 1800-talet och peonerna blev då en ännu viktigare arbetskraft på haciendorna, godsen. Peonerna hade ofta egna jordlotter där de odlade för egen konsumtion, subsistensjordbruk. Detta kombinerades med dagsverken eller säsongsarbete på godsen, något som gav peonerna kontanter som de kunde handla varor för. Ofta var de dock tvungna att göra sina inköp i godsens egna butiker. Där kunde de handla på kredit, vilket ledde till att de skuldsatte sig. De kunde också ha fått ut sin lön i förskott. Om lönen var liten, och det var den oftast, räckte den inte till att betala av skulden. Systemet gjorde att i tider med brist på arbetskraft begränsades arbetarnas möjlighet att välja någon annan arbetsgivare. Godsägaren kunde ta hjälp av privat polis, reguljär polis eller armén för att bevaka så att peonerna inte lämnade godset med skuld till godsägaren.
Forskning har på senare år gett en mer nyanserad bild av peonernas villkor. Variationerna var stora. Systemet kunde vara hårt och förtryckande men också ett fördelaktigt alternativ för den fattiga befolkningen, något som gav en viss trygghet. I tider med brist på arbetskraft, när samhällseliten stred inbördes eller när landsbygdspolisen var fåtalig eller ineffektiv, kunde peonerna förhandla fram bättre villkor eller rentav fly från sina långivare utan att bestraffas.

## Citat
| ”                                                                  | … om man inträdde i en av dessa kojor, hvarest allt förrådde det förfärligaste armod – den stackars peonens ständiga lott! På den jordtorfva, som upplåtits åt honom får han blott odla så mycket spansk peppar och tobak, som han sjelf behöver […] Ett obarmhärtigt monopolium tvingar honom att köpa sin säd, sin Mais, och alla de manufacturvaror han behöfver i Haciendan, och priset derför öfverstiger vida hans obetydliga lön. Den fria arbetaren måste derföre taga allt på borgen, och godsegaren blir ständigt hans creditor. | „ |
| – Gabriel Ferry, Hacienda de la Noria, i Calmarposten 10 juni 1852 | |   |

| ”                                                             | Peonerna bindas av de skulder till sina herrar de med eller mot sin vilja åsamka sig, och de bli inte skuldfria när de dö: Då går skulden automatiskt över till sönerna.[...] Och om en peon är motsträvig kan hans herre skicka – det vill säga sälja – honom till timmerfällningen inne i djungeln. | „ |
| – Recension av B. Travens Kärran, i Arbetet 12 november 1934. | |   |